# Nissan Stanza
O Stanza é um sedan médio, produzido pela Nissan entre 1977 e 1992.

## Galeria

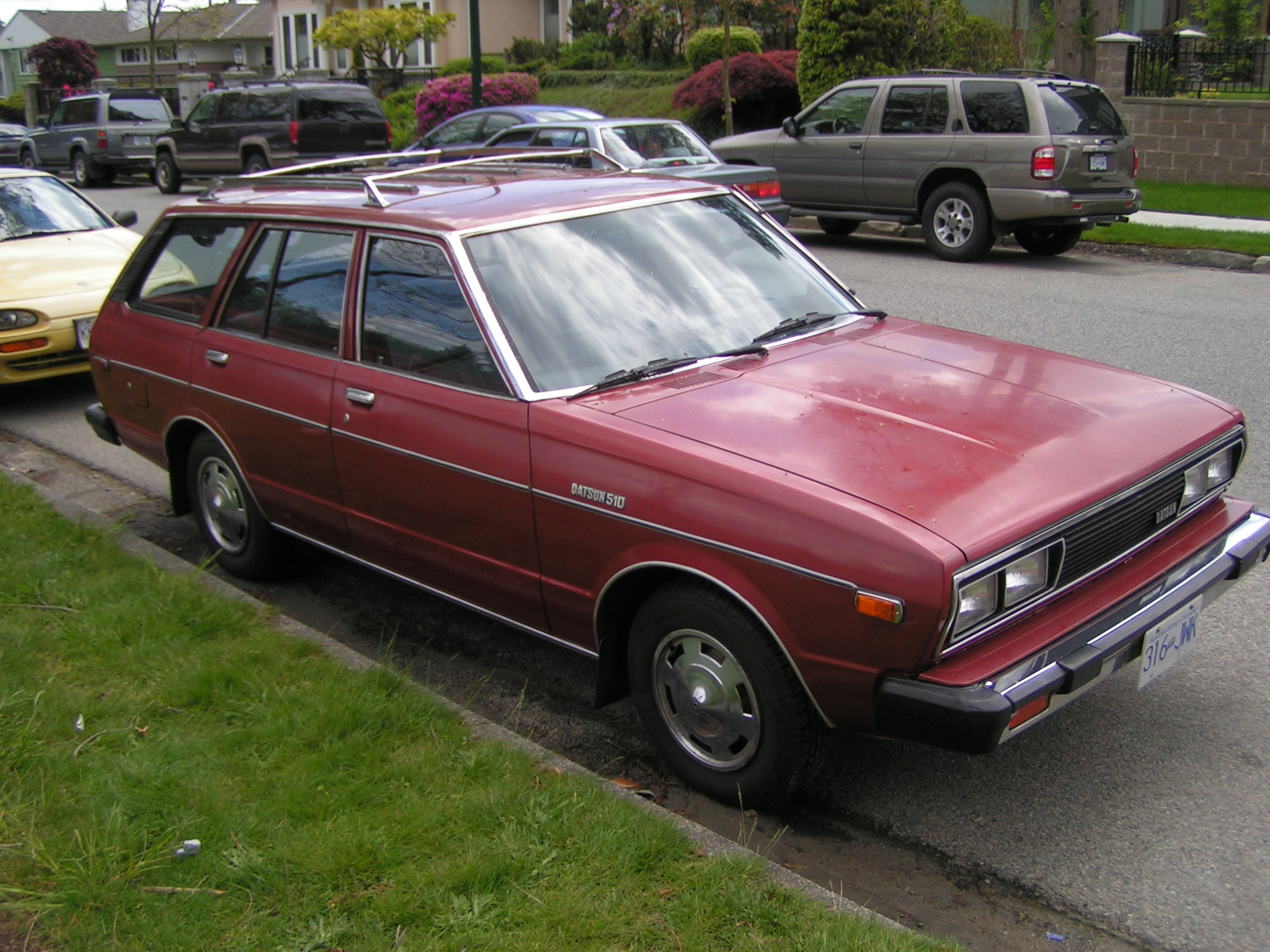
1ª geração - versão SW - (1977-81)
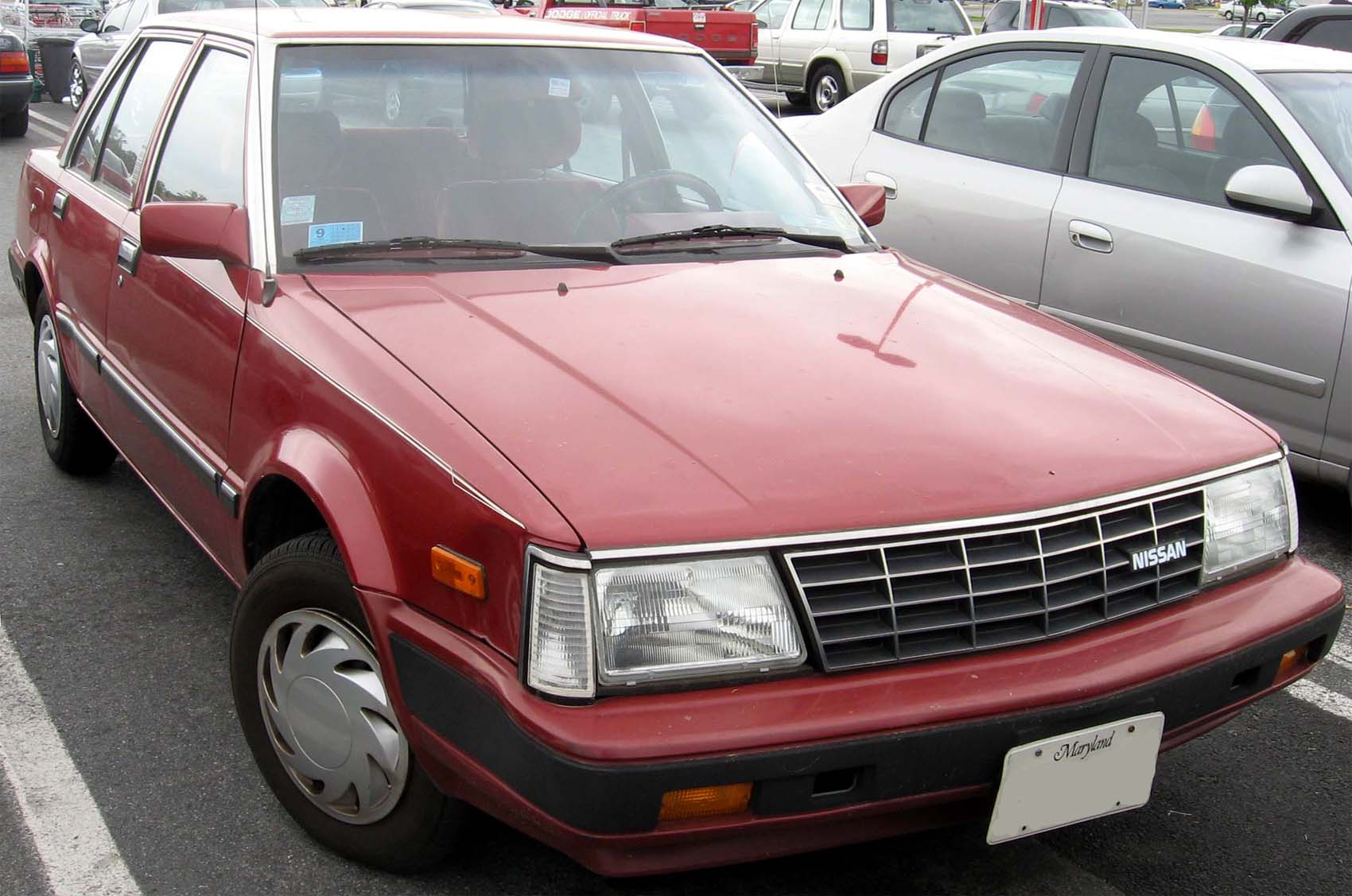
2ª geração (1982-86)
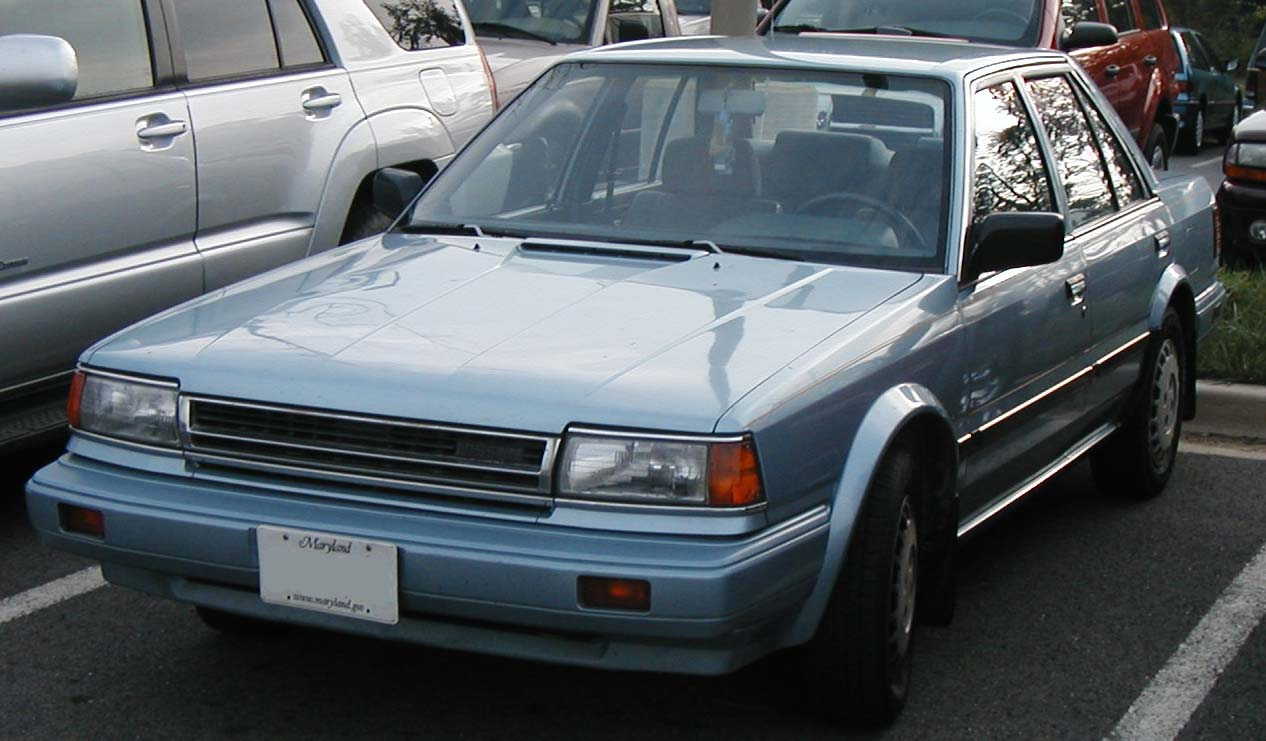
3ª geração (1987-90)
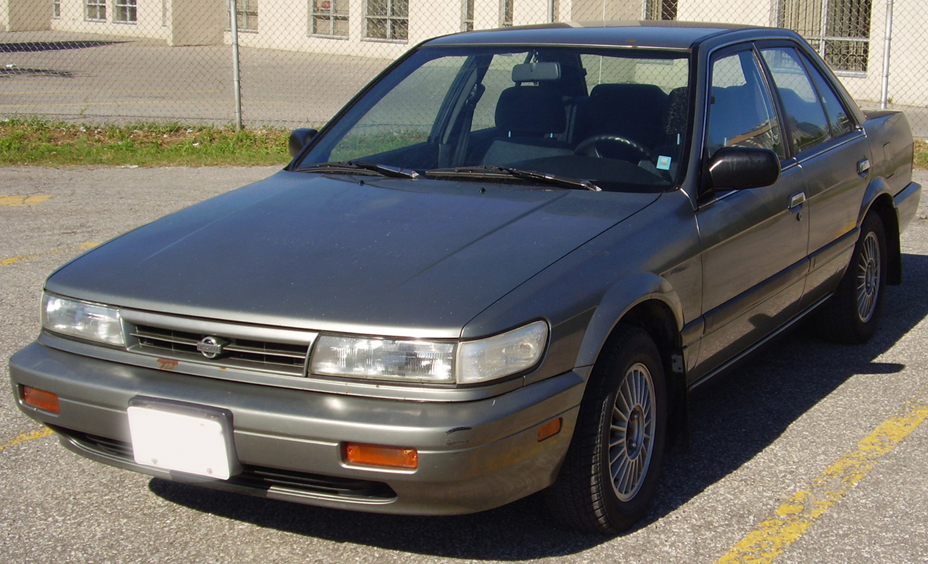
4ª geração (1990-92)